# Robert Hossein
Robert Hossein, właśc. Robert Hosseinoff (ur. 30 grudnia 1927 w Paryżu, zm. 31 grudnia 2020 w Essey-lès-Nancy) – francuski aktor filmowy i teatralny, reżyser i scenarzysta.

## Życiorys

### Wczesne lata
Urodził się w Paryżu w rodzinie muzyków jako syn Anny Mincovschi, żydowskiej aktorki komediowej i pianistki z Kijowa i Amina André Hosseina (1905–1983), kompozytora i dyrygenta orkiestry perskiego pochodzenia. Uczęszczał do szkoły aktorskiej Vieux-Colombier i brał udział w warsztatach teatralnych, które prowadzili m.in.: René Simon, Tania Balachova i Jean Marchat. Pierwszym sukcesem scenicznym była sztuka Bandyci (Les Voyous). Mając 19 lat wyreżyserował spektakle: Doktor Jekyll i pan Hyde Roberta Louisa Stevensona, Nie ma orchidei dla panny Blandish Jamesa Hadleya Chase’a i L’homme traqué Francisa Caro. Spędził kilka lat jako aktor i reżyser w legendarnym Theatre Grand Guignol na Montmartre.

### Kariera
W 1948 trafił na ekran w filmie historycznym Sachy Guitry Kulawy diabeł (Le diable boiteux). Został zauważony dzięki roli Remiego Gruttera w dramacie kryminalnym Julesa Dassina Rififi (Du rififi chez les hommes, 1955). Jako reżyser filmowy zadebiutował dramatem Dranie idą do piekła (Les salauds vont en enfer, 1955) z Mariną Vlady. Następnie zagrał postać Rodiona Romanowicza Raskolnikowa, 23-letniego byłego studenta prawa w ekranizacji powieści Fiodora Dostojewskiego Zbrodnia i kara (Crime et Châtiment, 1956) z udziałem Jeana Gabina, Mariny Vlady, Bernarda Bliera i Lino Ventury.
Grywał także w filmach reżyserowanych przez siebie, m.in. w dramacie Noc szpiegów (La Nuit des espions, 1959) z Mariną Vlady, dramacie Nieszczęśnicy (Les scélérats, 1960) z Michèle Morgan, spaghetti westernie Smak przemocy (Le goût de la violence, 1961) z Mario Adorfem i dramacie biograficznym Zabiłem Rasputina (J’ai tué Raspoutine, 1967) z Geraldine Chaplin. Wystąpił w komediodramacie Madame Sans-Gêne (1961) z Sophią Loren i melodramcie Rogera Vadima Odpoczynek wojownika (Le Repos du guerrier, 1962) u boku Brigitte Bardot, z którą po latach spotkał się na planie Gdyby Don Juan był kobietą (Don Juan, or If Don Juan Were a Woman, 1973).
Zasiadał w jury konkursu głównego na 16. MFF w Cannes (1963). W 1967 był członkiem jury na 5. MFF w Moskwie. Jego ekranizacja powieści Wiktora Hugo Nędznicy (Les Misérables, 1982) została pokazana na MFF w Moskwie, gdzie zdobyła Nagrodę Specjalną.
Zyskał sympatię wśród widzów jako Joffrey De Peyrac – mąż tytułowej bohaterki granej przez Michele Mercier w filmach: Markiza Angelika (Angélique, marquise des anges, 1964), Angelika i król (Angelica and the King, 1966), Angelika wśród piratów (Indomptable Angélique, 1967) i Angelika i sułtan (Angélique et le Sultan, 1968).
W wyreżyserowanym przez siebie dramacie Wampir z Düsseldorfu (Le Vampire de Düsseldorf, 1965) wcielił się w autentyczną postać Petera Kürtena, który był jednym z najsłynniejszych seryjnych morderców międzywojennej Europy. W 1968 bez większego powodzenia zrealizował spaghetti western Une corde, un Colt... Dwa lata później w jego thrillerze Punkt kropli (Point de chute, 1970) gwiazdą był Johnny Hallyday.
W 1970 opuścił Paryż, aby prowadzić Théâtre Populaire de Reims. Po powrocie do stolicy Francji wielokrotnie triumfował na scenie, gdzie opracował oryginalną formę interakcji z publicznością w inscenizacjach: Pancernik Potiomkin (Le Cuirassé Potemkine, 1975), Notre-Dame de Paris', a nawet Danton i Robespierre (Danton et Robespierre, 1978), Zadzwoniłem do Marii Antoniny (Je m’appelais Marie-Antoinette, 1993), Ten, kto nie mówi (Celui qui a dit non, 1999).
W melodramacie Zabronione kapłanom (Prêtres interdits, 1973) zagrał katolickiego księdza, który zakochuje się w 17-latce (Claude Jade miała wtedy 25 lat) i staje się komunistą.
W 1994 na Międzynarodowym Festiwalu Filmów Policyjnych w Cognac zdobył nagrodę za rolę biznesmena Paula Haslansa w dramacie Sprawa (L’affaire) z udziałem F. Murraya Abrahama.
W 2003 zastąpił zmarłego aktora Jeana Yanne i odegrał rolę ministra spraw wewnętrznych w filmie San Antonio. Następnie wystąpił w roli zmarłego patriarchy w miniserialu wg powieści Agathy Christie Płytki grób rodziny (Petits meurtres en famille, 2006). Wcześniej można go było zobaczyć w operach mydlanych, takich jak Le Tour d’écrou (1974) czy Krucjata dziecięca (La Croisade des enfants, 1988). Jego powrót na duży ekran miał miejsce w 2007 roku z pierwszym thrillerem w reżyserii Sophie Marceau Kobieta z Deauville (La Disparue de Deauville).
Napisał dwie książki: La sentinelle aveugle (1978) i Nomade sans tribu. W 1987 roku opublikował swoje wspomnienia W akcie desperacji (En désespoir de cause).
W 2014 otrzymał nagrodę za całokształt twórczości im. Henriego Langlois.

## Życie prywatne
23 grudnia 1955 r. ożenił się z aktorką Mariną Vlady, z którą miał dwóch synów: Igora i Pierre’a. Jednak w 1959 doszło do rozwodu. W latach 1962–1975 jego drugą żoną była Caroline Eliacheff, z którą miał syna Nicolasa. W 1964 r. romansował z aktorką Marie-France Pisier. 28 czerwca 1976 r. poślubił Candice Patou, z którą miał syna Juliena.

## Filmografia

### Filmy fabularne
| Rok  | Tytuł                                                                       | Role                                          | Reżyser                              |
| ---- | --------------------------------------------------------------------------- | --------------------------------------------- | ------------------------------------ |
| 1948 | Wspomnienia nie są na sprzedaż (Les souvenirs ne sont pas à vendre)         |                                               | Robert Hennion                       |
| 1948 | Kulawy diabeł/Diabeł w pudełku (Le diable boiteux)                          | gość w bieli (niewymieniony w czołówce)       | Sacha Guitry                         |
| 1948 | Oczami wspomnień (Aux yeux du souvenir)                                     | uczeń Simona (niewymieniony w czołówce)       | Jean Delannoy                        |
| 1949 | Maya                                                                        | świadek morderstwa (niewymieniony w czołówce) | Raymond Bernard                      |
| 1954 | Quai des blondes                                                            | Chemise Rose                                  | Paul Cadéac                          |
| 1955 | Rififi (Du rififi chez les hommes)                                          | Rémy Grutter                                  | Jules Dassin                         |
| 1955 | Zbrodnia i kara (Crime et Châtiment)                                        | René Brunel                                   | Georges Lampin                       |
| 1955 | Série noire                                                                 | Jo                                            | Pierre Foucaud                       |
| 1955 | Les salauds vont en enfer                                                   | Fred                                          | Robert Hossein                       |
| 1957 | Nie ma słońca w Wenecji (Sait-on jamais...)                                 | Sforzi                                        | Roger Vadim                          |
| 1957 | Strzeż się dziewczyny (Méfiez-vous fillettes)                               | Raven                                         | Yves Allégret                        |
| 1959 | Toi, le venin                                                               | Pierre Menda                                  | Robert Hossein                       |
| 1959 | Dranie (Les Scélérats)                                                      | Jess Rooland                                  | Robert Hossein                       |
| 1959 | Du rififi chez les femmes                                                   | Marcel Point-Bleu                             | Alex Joffé                           |
| 1959 | Werdykt (La Sentence)                                                       | Georges                                       | Jean Valère                          |
| 1959 | Noc szpiegów (La Nuit des espions)                                          | Robert Hossein                                | porucznik Lindorff                   |
| 1960 | Kanalie (Les Canailles)                                                     | Ed Dawson                                     | Maurice Labro                        |
| 1961 | Zagrożenie (La Menace)                                                      | Savary                                        | Gérard Oury                          |
| 1961 | Madame Sans-Gêne                                                            | François-Joseph Lefebvre                      | Christian-Jaque                      |
| 1962 | Les Petits Matins                                                           | Edouard                                       | Jacqueline Audry                     |
| 1962 | Odpoczynek wojownika (Le Repos du guerrier)                                 | Renaud Sarti                                  | Roger Vadim                          |
| 1963 | Morderca (Le Meurtrier)                                                     | Inspektor Corby                               | Claude Autant-Lara                   |
| 1963 | Występek i cnota (Vice and Virtue)                                          | Pułkownik SS Erik Schörndorf                  | Roger Vadim                          |
| 1963 | Gęsia skórka (Chair de poule)                                               | Daniel Boisset                                | Julien Duvivier                      |
| 1964 | Banco à Bangkok pour OSS 117                                                | Dr Sinn                                       | André Hunebelle                      |
| 1964 | Les Yeux cernés                                                             | Franz                                         | Robert Hossein                       |
| 1964 | Markiza Angelika (Angélique, marquise des anges)                            | Jeoffrey de Peyrac                            | Bernard Borderie                     |
| 1964 | Śmierć zabójcy (La Mort d’un tueur)                                         | Pierre Massa                                  | Robert Hossein                       |
| 1965 | Wampir z Düsseldorfu (Le Vampire de Düsseldorf)                             | Peter Kürten                                  | Robert Hossein                       |
| 1965 | Brudna gra (The Dirty Game)                                                 | Pan Dupont                                    | Christian-Jaque i inni               |
| 1965 | Niewiarygodne przygody Marco Polo (La Fabuleuse Aventure de Marco Polo)     | Książę Nayam                                  | Denys de La Patellière i Noël Howard |
| 1965 | Wózek dla wnuka (Le Tonnerre de Dieu)                                       | Marcel, morfolog                              | Denys de La Patellière               |
| 1966 | Kawaler de Maupin (Madamigella di Maupin)                                   | kapitan Alcibiade                             | Mauro Bolognini                      |
| 1966 | Angelika i król (Angelica and the King)                                     | Jeoffrey de Peyrac                            | Bernard Borderie                     |
| 1966 | Brigade antigangs                                                           | Główny komisarz Le Goff                       | Bernard Borderie                     |
| 1966 | Druga prawda (La Seconde vérité)                                            | Adwokat Pierre Montaud                        | Christian-Jaque                      |
| 1966 | Długa droga (La Longue Marche)                                              | Carnot                                        | Alexandre Astruc                     |
| 1967 | Zabiłem Rasputina (J’ai tué Raspoutine)                                     | Serge Hukhotin                                | Robert Hossein                       |
| 1967 | Lamiel                                                                      | Valber                                        | Jean Aurel                           |
| 1967 | Angelika wśród piratów (Indomptable Angélique)                              | Jeoffrey de Peyrac                            | Bernard Borderie                     |
| 1968 | Angelika i sułtan (Angélique et le Sultan)                                  | Jeoffrey de Peyrac                            | Bernard Borderie                     |
| 1969 | Bitwa o El Alamein (La Battaglia di El Alamein)                             | Erwin Rommel                                  | Giorgio Ferroni                      |
| 1969 | Une corde, un Colt...                                                       | Manuel                                        | Robert Hossein                       |
| 1969 | Życie, miłość, śmierć (La Vie, l’Amour, la Mort)                            | Robert Hossein                                | Claude Lelouch                       |
| 1969 | Szkarłatna dama (La Femme écarlate)                                         | Julien Auchard                                | Jean Valère                          |
| 1969 | Roku pańskiego (Nell’anno del Signore)                                      | Leonida Montanari                             | Luigi Magni                          |
| 1969 | Złodziej zbrodni (Le Voleur de crimes)                                      | Tian                                          | Nadine Trintignant                   |
| 1969 | Pustynna bitwa (La Battaglia del deserto)                                   | Kapitan Curd Heinz                            | Giorgio Ferroni                      |
| 1969 | Maldonne                                                                    | Martin von Klaus                              | Sergio Gobbi                         |
| 1970 | Czas wilków (Le Temps des loups)                                            | Dillinger                                     | Sergio Gobbi                         |
| 1971 | Lwi podział (La Part des lions)                                             | Maurice Ménard                                | Jean Larriaga                        |
| 1971 | Cenny łup (Le casse)                                                        | Ralph                                         | Henri Verneuil                       |
| 1971 | Sędzia (Le Juge)                                                            | Czarny ptak                                   | Jean Girault                         |
| 1972 | Zbrodnia jest zbrodnią (Un meurtre est un meurtre)                          | Jean Carouse                                  | Étienne Périer                       |
| 1972 | Hellé                                                                       | Kleber                                        | Roger Vadim                          |
| 1973 | Gdyby Don Juan był kobietą (Don Juan, or If Don Juan Were a Woman)          | Louis Prévost                                 | Roger Vadim                          |
| 1973 | Zabronione kapłanom (Prêtres interdits)                                     | Jean Rastaud                                  | Denys de La Patellière               |
| 1974 | Strażnik (Le Protecteur)                                                    | Arnaud                                        | Roger Hanin                          |
| 1975 | Le Faux-cul                                                                 | Kaminsky                                      | Roger Hanin                          |
| 1981 | Jedni i drudzy (Les Uns et les Autres)                                      | Simon Meyer / Robert Prat                     | Claude Lelouch                       |
| 1981 | Zawodowiec (Le Professionnel)                                               | Inspektor Rosen                               | Georges Lautner                      |
| 1982 | Le Grand Pardon                                                             | Manuel Carreras                               | Alexandre Arcady                     |
| 1982 | Nędznicy (Les Misérables)                                                   |                                               | Robert Hossein                       |
| 1983 | Przyjęcie – niespodzianka (Surprise Party)                                  | Andre Auerbach                                | Roger Vadim                          |
| 1986 | Kobieta i mężczyzna: 20 lat później (Un homme et une femme: Vingt ans déjà) | Robert Hossein                                | Claude Lelouch                       |
| 1986 | Levi i Goliat (Lévy et Goliath)                                             | klient Goliata                                | Gérard Oury                          |
| 1995 | Nędznicy (Les Misérables)                                                   | mistrz ceremonii                              | Claude Lelouch                       |
| 1997 | Maska z wosku (Le Masque de cire)                                           | Boris Volkoff                                 | Sergio Stivaletti                    |
| 1999 | Salon piękności Venus (Vénus beauté (institut))                             | Pilot                                         | Tonie Marshall                       |
| 2004 | San-Antonio                                                                 | Minister spraw wewnętrznych                   | Tonie Marshall                       |
| 2007 | Kobieta z Deauville (La Disparue de Deauville)                              | Antoine Bérangère                             | Sophie Marceau                       |
| 2009 | Człowiek i jego pies (Un Homme et Son Chien)                                | pracownik socjalny – cameo                    | Francis Huster                       |